# マテウス・プラネレス・ドネーリ
マテウス・ドネーリ（Matheus Donelli）ことマテウス・プラネレス・ドネーリ（ポルトガル語: Matheus Planelles Donelli、2002年5月17日 - ）は、ブラジルのサッカー選手。ポジションはGK。

## クラブ歴
SCコリンチャンス・パウリスタの下部組織出身。2021年3月3日に行われたカンピオナート・パウリスタでフル出場し選手初出場を記録した。

## 代表歴
U-17代表として2019 FIFA U-17ワールドカップで正ゴールキーパーを務め優勝に貢献、ゴールデングローブに輝いた。